# Lovisa Ringborg
Lovisa Ringborg, född 1979 i Linköping, är en svensk fotograf som är bosatt i Stockholm. 
Ringborg är utbildad på Högskolan för fotografi i Göteborg 2003-2008, verksam både i Sverige och utomlands. Den klaustrofobiska stämningen är utmärkande för Lovisa Ringborgs bildvärld. Fiktiva berättelser och miljöer komponeras med omsorgsfulla iscensättningar i ateljén. I sin fria inställning till motiven påminner hon mer om en målare än om en fotograf. Stämningar byggs upp i gränslandet mellan fantasi och verklighet. Exempelvis i hennes utställning Limbo på Kulturhuset 2009 inspirerades hon av barockens symbolspråk, främst av Caravaggio och Francisco de Goya, men inte med ett lika traditionellt motivval.

## Separatutställningar i urval
2020        Skuggrummet, Cecilia Hillström Gallery, Stockholm
2019      
Phantom Limbs, Norrköpings Konstmuseum, Norrköping
2009     
If Your Secret Was an Animal, What Animal Would it Be, Harlem Studio Fellowship, New York City Limbo, Kulturhuset, Stockholm
2008     
Rotwand Gallery, Zürich Investigations, Passagen / Linköpings konsthall    
2007   
Kungsbacka Konsthall, Göteborg Uppsala teatergalleri, Uppsala   
2006     
JR Konsthallen, Linköping  
2005     
Wonderland, Westberg/Spåman, Göteborg Uppsala teatergalleri, Uppsala   
2006     
JR Konsthallen, Linköping 

## Grupputställningar i urval
2009   
Pulse art fair, Paul Kopeikin Gallery, Miami Art Cologne, Gallery Sun Contemporary, Cologn  
Multy Art Show, Gallery Sun Contemporary, Busan 12 Artist at Line 14, the National Public Art Council Sweden and RATP, Paris  
Andra Världar, Skövde Konsthall, Skövde Alice’s Mirror, Gallery Sun Contemporary, Seoul  
2008   
Seoul International Photography Festival, Seoul/Korea Aqua artfair, Paul Kopeikin Gallery, Miami/USA 
OpenArt 2008, Örebro Plattform08, Fotomuseum Winterthur, Switzerland 
Investigations, Passagen/Linköpings Konsthall 
2007   
Norrköping Artmuseum, Norrköping I jakten på det jag som flytt, Bonniers Konsthall, Stockholm 
The child in contemporary art, Tyresö konsthall, Stockholm 
2006   
Fotomässan, Factory, Stockholm Xpo september, Stockholm 
New nordic photography, Hasselblad center, Göteborg Sollentuna Artfair, elevutställning,  Stockholm 
2005   
Galleri Monitor, Göteborg Ladyfest, the Worldculturemuseum, Göteborg 
Paris verses Göteborg, galleri Monitor, Göteborg Storm och längtan, galleri Monitor, Göteborg 
Position Östergötland, Passagen/Linköpingskonsthall